# 胡浩桥
胡浩桥（1949年—），湖北鄂州人，民间文艺工作者。现为鄂州市老年书画家协会会员、湖北省老年书画家协会会员。

## 生平
1949年5月出生于湖北鄂州，自幼爱好书法、绘画等艺术。他研习临摹了大量历代名人的画作，完成30米的《鄂州长卷》，将梁子岛、西山等近百个景点凝聚其中。